# Luis Gregorio Ramos
Luis Gregorio Ramos, född den 15 maj 1953, är en spansk kanotist.
Han tog OS-silver i K-4 1000 meter i samband med de olympiska kanottävlingarna 1976 i Montréal.
Han tog därefter OS-brons i K-2 1000 meter i samband med de olympiska kanottävlingarna 1980 i Moskva.